# Édouard Barbey

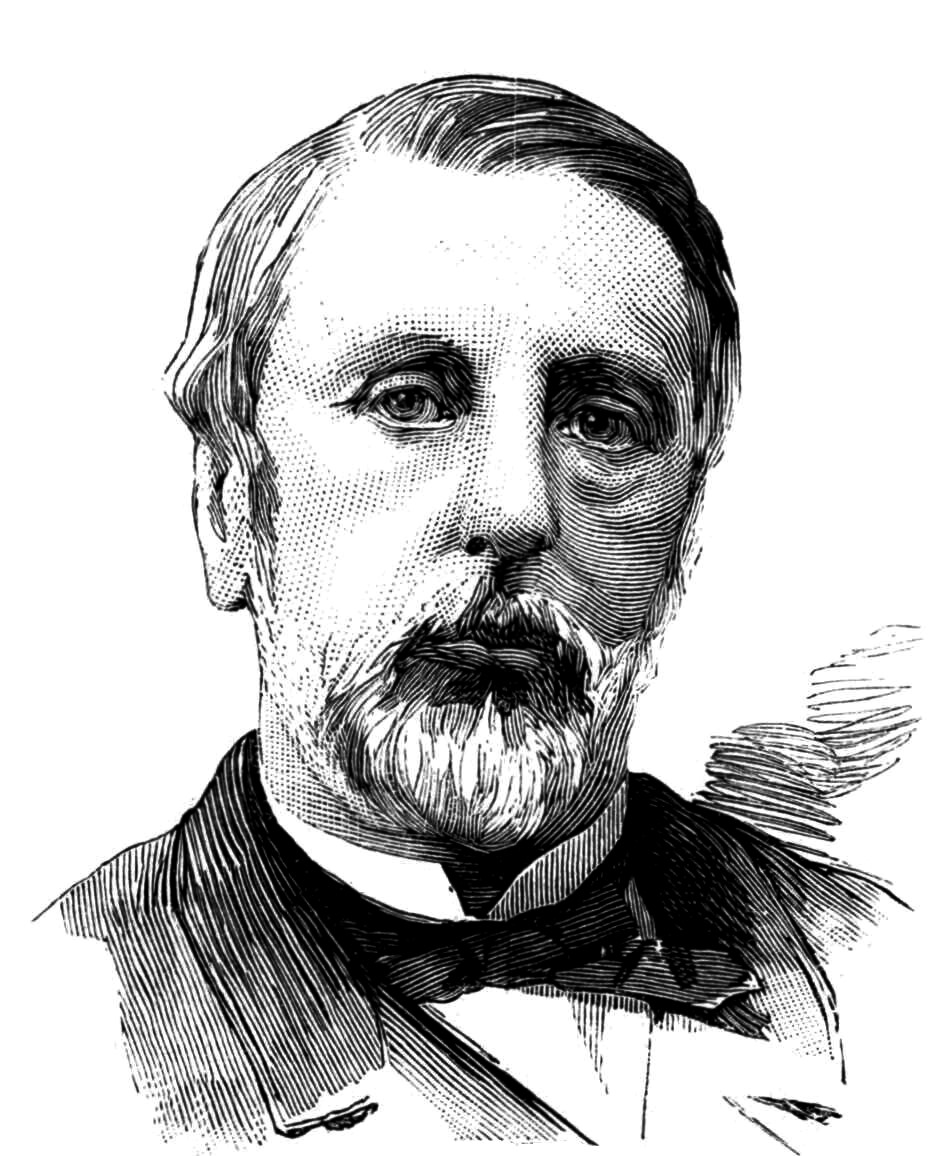
Édouard Barbey

Édouard Barbey (Béziers, 2 september 1831 - Parijs, 26 maart 1905) was een Frans politicus.
Édouard Barbey was van 1882 tot 1905 lid van de Senaat (Sénat) voor het departement Tarn. Daarnaast was hij meerdere malen minister:
- Minister van Marine en Koloniën van 30 mei tot 12 december 1887 in het kabinet-Rouvier I
- Minister van Marine van 10 november 1889 tot 27 februari 1892 in de kabinetten-Tirard II en De Freycinet IV.

Édouard Barbey overleed op 73-jarige leeftijd.